# Kevin Manno
Kevin Matthew Manno é um apresentador de rádio e televisão americano. Ele começou sua carreira no Q101 em Chicago antes de se mudar para Nova Iorque para apresentar o The Seven na MTV. Desde 2015, Manno é co-apresentador do programa de rádio matinal Valentine In The Morning.

## Primeiros anos
Manno frequentou o North Central College em Naperville, Illinois, onde o programa dele e de Gordon Mays na estação WONC-FM ganhou o Silver Dome Award de 2004 da Illinois Broadcasters Association. Depois de se formar em 2005, ele se mudou para Chicago para iniciar sua carreira de radiodifusor. O irmão de Manno, Ryan Manno, também é um profissional de transmissão no iHeartRadio para o EllenK Morning Show no KOST 103.5.

## Carreira
Tendo começado no Q101 como estagiário em 2002, Manno passou por vários empregos na estação até 2005.[carece de fontes?] Em 2007, ele criou, junto com seu irmão Ryan, o The Manno Program.[carece de fontes?]
Em setembro de 2009, Manno assinou contrato por três meses para sediar o programa da tarde na Vocalo, uma subsidiária da Rádio Pública de Chicago. No final daquele ano, Manno e seu irmão começaram a trabalhar como correspondentes no programa de música JBTV, em Chicago.
Em setembro de 2010, a MTV estreou um programa diário de 30 minutos sobre cultura pop, The Seven, apresentado por Manno e Julie Alexandria. Em fevereiro de 2011, Alexandria saiu. O show foi cancelado após meses no ar.[carece de fontes?]
Em outubro de 2012, a Lifetime estreou o Abby's Ultimate Dance Competition. O show, um spin-off de Dance Moms, apresenta Manno como apresentador ao lado dos juízes Abby Lee Miller, Robin Antin e Richy Jackson. Em abril seguinte, Manno começou a filmar a segunda temporada do show.[carece de fontes?]

## Vida pessoal
Manno começou a namorar a personalidade Ali Fedotowsky em 2013. Eles anunciaram o noivado em setembro de 2015. Eles se casaram em 3 de março de 2017. Eles tiveram a filha Molly em 6 de julho de 2016. e o filho Riley em 24 de maio de 2018.